# إسترون
إيسترون ( E1 ) أو إسترون (بالإنجليزية: Estrone) هوعبارة عن ستيرويد وإستروجين ضعيف وهرمون جنسي بسيط للإناث، وهو واحدًا من ثلاثة هرمونات الاستروجين الرئيسية ذات التنشؤ الداخلي، الهرمونان الآخران هما استراديول وإستريول، يتكون الإيسترون وكذلك هرمونات الاستروجينات أخرى من الكوليسترول وتُفرز أساسًا من الغدد التناسلية على الرغم من أنها يمكن أيضا أن تتكون من أندروجينات الغدة الكظرية في الأنسجة الدهنية، وبالنسبة للإستراديول فيكون لكل من الإسترون والإستريول نشاط أضعف بكثير مثل الإستروجين، يمكن تحويل الإسترون إلى استراديول ويعمل بشكل رئيسي كمركب طليعي أو مرطب وسطي أيضي لاستراديول. بالإضافة إلى دوره كهرمونات طبيعية فقد استخدم الإسترون كدواء، على سبيل المثال في علاج هرمون انقطاع الطمث.

## النشاط البيولوجي
الإسترون هو هرمون الاستروجين وعلى وجه التحديد هو ناهض لمستقبلات هرمون الاستروجين ERα و ERβ، وهرمون الاستروجين أقل فعالية بكثير من الاستراديول ولذلك فهو هرمون استروجين ضعيف نسبيا، نظرًا للحقن تحت الجلد في الفئران يكون الاستراديول أكثر بعشرة أضعاف من الإسترون وحوالي 100 مرة أقوى من الإسترول، ووفقًا لإحدى الدراسات كانت الربيطة لإسترون ERα و ERβ البشري 4.0% و 3.5% من تلك الموجودة في الإستراديول على التوالي، وكانت قدرات المعاملات النسبية للإسترون في ERα و ERβ البشري 2.6% و 4.3% من الاستراديول على التوالي، وفقًا لذلك أثبتت التقارير أن النشاط الإستروجيني للإسترون هو حوالي 4% من نشاط الإراديول، بالإضافة إلى قوته الاستروجينية المنخفضة، ولذلك فإن الإسترون على عكس الاستراديول والإستريول لا يتراكم في الأنسجة المستهدفة للإستروجين، ونظرًا لأن الإسترون يمكن أن يتحول إلى استراديول فإن معظم الاستروجين في الإسترون في الجسم الحي يرجع في الواقع إلى التحول إلى استراديول، على هذا النحو يعتبر الإسترون مقدمة أو طليعة لهرمون الاستراديول.
أكدت التجارب السريرية طبيعة الإسترون كسلائف خاملة نسبياً للإستراديول، مع إعطاء الاستراديول عن طريق الفم فإن نسبة مستويات الاستراديول إلى مستويات الإسترون تبلغ حوالي 5   مرات أعلى في المتوسط مما كانت عليه في ظل الظروف الفسيولوجية العادية لدى النساء قبل انقطاع الطمث، ومع الطرق الوريدية للإستراديول عن طريق الحقن، إن تناول جرعات الاستراديول عن طريق الفم بعد انقطاع الطمث يؤدي إلى انخفاض مستويات المرحلة الجريبية للإستراديول في حين تشبه مستويات الإسترون المستويات المرتفعة التي شوهدت خلال الأشهر الثلاثة الأولى من الحمل، على الرغم من المستويات المرتفعة بشكل ملحوظ من الإسترون مع الاستراديول عن طريق الفم ولكن ليس مع استراديول عبر الجلد فقد أظهرت الدراسات السريرية أن جرعات الاستراديول عن طريق الفم والجلد التي تحقق مستويات مماثلة من الإراديول تمتلك قوة مكافئة وليست ذات أهمية بشكل كبير من حيث التدابير بما في ذلك قمع الهرمون المنشط للجسم الأصفر ومستويات الهرمون المنشط للحوصلة، وتثبيط تشرب العظم، وتخفيف أعراض انقطاع الطمث مثل الهبات الساخنة، بالإضافة إلى ذلك فإنه تم العثور على مستويات استراديول ترتبط مع هذه الآثار في حين أن مستويات الإسترون لم يفعل ذلك، وتؤكد هذه النتائج على أن الاستروجين له نشاط استروجيني منخفض للغاية، وتشير أيضًا إلى أن الإسترون لا يقلل من النشاط الإستروجيني للإستراديول، هذا يتناقض مع بعض الأبحاث المختبرية التي تشير إلى أن الإسترون قد يكون قادرًا على مناهضة تصرفات الإراديول جزئيًا.

## الكيمياء الحيوية

نظرة عامة شاملة على تكوُّن الستيرويد والتي تبين الإسترون في أسفل اليمين بين الإستروجينات.

### تخليق بيولوجي
يتم اصطناع الاستروجين حيويًا من الكوليسترول، ويشمل المسار الرئيسي الاندروستيرون باعتبارها وسيط مع الاندروستيرون فيجري تحويلها إلى إيسترون من قبل انزيم الأروماتاز، يحدث هذا التفاعل في كل من الغدد التناسلية وفي بعض الأنسجة الأخرى وخاصة الأنسجة الدهنية ويتم إفراز الإسترون لاحقًا من هذه الأنسجة، وبالإضافة إلى أرمتة أندروستندويون فإنه يتشكل إستيرون أيضًا بصورة عكسية من استراديول بواسطة إنزيم هيدروكس يستيرويد 17β في الأنسجة المختلفة بما في ذلك الكبد والرحم والغدة الثديية.

### توزيع
يرتبط الإسترون بنسبة 16% تقريبًا بالجلوبيولين المرتبط بالهرمونات الجنسية (SHBG) و 80% بالألبيومين في الدورة الدموية مع الباقي (2.0 إلى 4.0٪) يتم تداوله بحرية أو بطريقة غير مُلزمة، لديه حوالي 24% من تقارب ملزمة استراديول ل SHBG، على هذا النحو لا يرتبط الإسترون بشكل سيئ نسبياً بـ SHBG.

### تمثيل غذائي
الإيسترون يتحول بيولوجيًا إلى إستروجين مقترن مثل كبريتات إيسترون وغلوكورونيد إيسترون ويمكن أيضا أن إضافة الهيدروكسيل إليه بواسطة إنزيمات سيتوكروم بي450 إلى استروجينات الكاتيكول مثل 2-هيدروكسي إسترون و 4-هيدروكسي إسترون أو إلى الايستريول، كل من هذه التحولات تحدث في الغالب في الكبد، كما يمكن أيضًا تحويل الإسترون إلى استراديول بواسطة 17β-HSD.

### إفراز
يفرز الإسترون في البول في شكل إستروجين مقترن مثل كبريتات الإسترون.